# Sociedad Estadounidense de Primatólogos
La Sociedad Estadounidense de Primatólogos (en inglés American Society of Primatologists) es una sociedad educativa y científica cuyo objetivo es promover tanto el descubrimiento como el intercambio de información sobre primates no humanos. La sociedad está abierta a cualquiera que esté activamente, o esté más pasivamente interesado en la primatología, o cualquiera que esté interesado en apoyar esto. La sociedad publica una revista científica, American Journal of Primatology.